# Paul Pilgrim

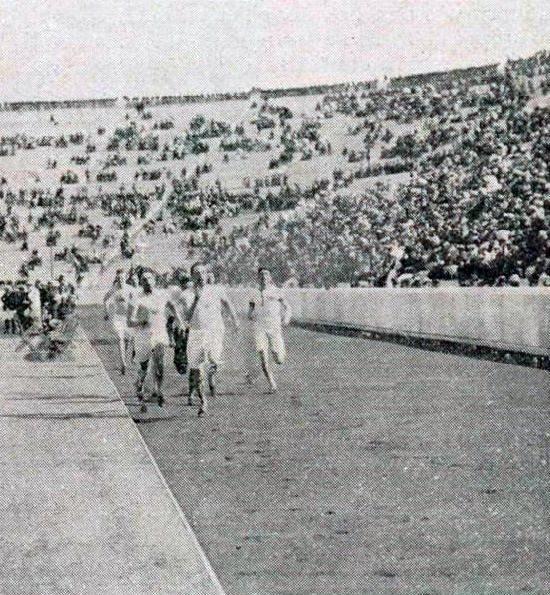
Paul Pilgrim in Athen (1906)

Paul Harry Pilgrim (* 26. Oktober 1883 in New York City, New York; † 8. Januar 1958 in White Plains, New York) war ein US-amerikanischer Leichtathlet und Olympiasieger.
Bei den Olympischen Spielen 1904 in St. Louis wurde er Sechster über 800 Meter und siegte zusammen mit dem Team des New York Athletic Club im Mannschaftslauf über vier Meilen.
Seine große Stunde schlug dann bei den Olympischen Zwischenspielen 1906 in Athen. Dort gewann er die Goldmedaille im 400-Meter-Lauf, vor dem Briten Wyndham Halswelle (Silber) und dem Australier Nigel Barker (Bronze), sowie die Goldmedaille im 800-Meter-Lauf, vor seinem Landsmann James Lightbody (Silber) und dem Briten Wyndham Halswelle (Bronze).
Bei seiner dritten Olympiateilnahme bei den Olympischen Spielen 1908 in London war er nicht erfolgreich. Über 400 Meter schied er als Favorit bereits im Vorlauf aus. Auch in den Folgejahren gewann er keine wichtigen Läufe mehr.